# Сергий (Куксов)
Игумен Сергий (в миру Николай Геннадьевич Куксов; 18 июня 1976, Елец, Липецкая область) — игумен Русской православной церкви, благочинный монастырей Подольской епархии Московской митрополии.

## Биография
Родился в 1976 году в городе Ельце, Липецкой области, в семье протоиерея Геннадия Васильевича Куксова, почил в 1990 году, мать — Евгения Макаровна Куксова (Жидких) занималась воспитанием восьми детей и домашним хозяйством.
В период обучения в средней школе села Панино Липецкой области, вместе со своими братьями и сёстрами помогал отцу, прислуживая в храме.
После окончания средней школы, в период с 1993 по 1998 годы, нёс иподиаконское послушание у архиепископа Псковского и Великолукского Евсевия (Саввина).
В период с 1998 года по 2004 год проходил обучение в Московской Духовной Семинарии.
Обучаясь в Московских Духовных школах, с сентября 1999 года по апрель 2008 года нес послушание иподиакона митрополита Крутицкого и Коломенского Ювеналия (Пояркова).
С декабря 2003 года по октябрь 2011 года — эконом Московского епархиального управления.
11 июля 2005 года в Преображенском крестовом храме Митрополичьей резиденции в Богородице-Смоленском Новодевичьем монастыре города Москвы митрополитом Крутицким и Коломенским Ювеналием пострижен в монашество с именем Сергий в честь преподобного Сергия Радонежского.
12 июля 2005 года в Никольском соборе города Серпухова митрополитом Крутицким и Коломенским Ювеналием рукоположён во иеродиакона.
13 июля 2005 года распоряжением митрополита Крутицкого и Коломенского Ювеналия был назначен клириком Новодевичьего монастыря.
В 2006 году поступил в Московскую Духовную Академию, которую закончил в 2009 году.
28 апреля 2008 года в Успенском храме Новодевичьего монастыря митрополитом Крутицким и Коломенским Ювеналием рукоположён в иеромонаха.
28 апреля 2008 года распоряжением митрополита Крутицкого и Коломенского Ювеналия был назначен настоятелем Преображенского крестового храма Митрополичьей резиденции в Богородице-Смоленском Новодевичьем монастыре.
15 июня 2008 года распоряжением митрополита Крутицкого и Коломенского Ювеналия был назначен старшим священником Новодевичьего монастыря.
15 ноября 2010 года, в связи с передачей ансамбля «Новодевичий монастырь» Московской епархии и увеличением объёма обязанностей экономской службы, распоряжением митрополита Крутицкого и Коломенского Ювеналия был освобождён от должностей настоятеля Преображенского крестового храма Митрополичьей резиденции в Богородице-Смоленском Новодевичьем монастыре и старшего священника Новодевичьего монастыря.
6 октября 2011 года, определением Священного Синода назначен настоятелем Вознесенской Давидовой пустыни.
16 октября 2011 иеромонах Сергий (Куксов) был возведен митрополитом Ювеналием в сан игумена.
С 2014 года — член попечительского совета Фонда возрождения культуры и традиций малых городов Руси.

## Награды
- 1998 — архиерейская благодарственная грамота
- 2000 — митрополичья юбилейная грамота «2000-летие Рождества Христова»;
- 2007 — митрополичья Благодарственная грамота;
- 2007 — митрополичья Благодарственная грамота;
- 2008 — набедренник;
- 2008 — медаль Русской Православной церкви «1020 — лет Крещения Руси»;
- 2009 — наперсный крест;
- 2010 — медаль Московской епархии «За усердное служение» I степени.
- 2011 — медалью «За веру и добро».
- 2012 — медаль «В память 200-летия победы в Отечественной войне 1812 года».
- 2015 — медаль «В память 1000-летия преставления равноапостольного великого князя Владимира».